# Parandra cribrata
Parandra cribrata là một loài bọ cánh cứng trong họ Cerambycidae.